# Wakanohana Masaru
Wakanohana III Masaru, 若乃花 勝, vero nome è Masaru Hanada 花田 勝, o ancora Hanada Masaru (20 gennaio 1971), è un lottatore di sumo giapponese, figlio del grande Futagoyama, che divenne Ozeki col nome di Takanohana II.

## Biografia
Wakanohana ha esordito nel mondo del sumo professionistico nel marzo del 1988, insieme al suo fratello minore Takanohana III e al grande campione Akebono. Divenne Ozeki (campione) ben presto, ancor prima del 1996. Fino al 1995, egli adottò il nome di Takanohana, lo stesso di suo padre e di suo zio. Così come il fratello, era convinto che tale nome portasse sfortuna e lo cambiò in Wakanohana poco dopo la nomina ad Ozeki. Passò al titolo di Yokozuna (gran campione) nel 1998, dopo aver vinto cinque tornei della lega superiore.
Non riuscì tuttavia ad arricchire il suo palmarès a causa di un brutto infortunio che lo costrinse prima ad abbandonare la massima divisione e poi, nel marzo del 2000, al ritiro completo ed irreversibile dall'agonismo. A causa della sfortuna, Wakanohana non è riuscito ad entrare nella leggenda di questo sport, spalancando la strada prima al fratello, poi ad Akebono ed infine ad Asashoryu e Kaio. Divenne, dopo il suo ritiro, un importante ed influente membro dell'"Associazione di Sumo Giapponese", ma non volle mai presiederla. Successivamente svolse il ruolo di ambasciatore del Giappone in Australia e negli U.S.A. e poi, nel 2001 e fino ad oggi, divenne un allenatore di football americano.